# Hunds-Zahnlilie
Die Hunds-Zahnlilie (Erythronium dens-canis), auch Hundszahn oder Europäischer Hundszahn genannt, ist eine Pflanzenart in der Familie der Liliengewächse (Liliaceae). Ihr Artepitheton dens-canis leitet sich von den zahnähnlichen Zwiebeln ab. 

## Beschreibung
Die Hunds-Zahnlilie wächst als ausdauernde, krautige Pflanze und erreicht Wuchshöhen von 10 bis 30 cm. Dieser Geophyt bildet Zwiebeln als Überdauerungsorgane. Die Hunds-Zahnlilie besitzt zwei gegenständige Laubblätter, die eiförmig bis ei-lanzettlich sind und 6 bis 10 cm lang werden, sie sind braungrün, dunkelgrün oder graugrün gescheckt. 
Die Blütezeit liegt zwischen Februar und April. Die nickende Blüte ist dreizählig. Die sechs purpurfarbenen, selten weißen Blütenhüllblätter sind rund 3 cm lang und zurückgebogen.
Die Chromosomenzahl beträgt 2n = 24.

## Vorkommen
Das Verbreitungsgebiet umfasst Südeuropa und das südliche Mitteleuropa bis zur Ukraine. Erythronium dens-canis kommt in Nord-Portugal, Mittel-Italien, Albanien und Nordost-Griechenland bis Zentral-Frankreich, in der Schweiz, Mittelböhmen und den Karpaten vor. In Großbritannien wurde die Hunds-Zahnlilie eingebürgert. In Deutschland kommt die Art nicht vor. In Österreich kommt der Hundszahn im Burgenland, in der Steiermark und in Kärnten vor. Er gilt hier als regional gefährdet. 
Der Hundszahn wächst in Edellaubwäldern, Waldrändern und feuchten Wiesen, in Österreich in kollinen bis montanen Höhenlagen von 200 bis 2200 Meter.
Die ökologischen Zeigerwerte nach Landolt & al. 2010 sind in der Schweiz: Feuchtezahl F = 3 (mäßig feucht), Lichtzahl L = 2 (schattig), Reaktionszahl R = 4 (neutral bis basisch), Temperaturzahl T = 5 (sehr warm-kollin), Nährstoffzahl N = 3 (mäßig nährstoffarm bis mäßig nährstoffreich), Kontinentalitätszahl K = 2 (subozeanisch).

## Nutzung
Die Hunds-Zahnlilie wird zerstreut als Zierpflanze für Gehölzränder, Steingärten und lockere Rasen genutzt. Sie ist seit spätestens 1570 in Kultur. Es gibt mittlerweile mehr als zehn Sorten (Auswahl):
- 'Lilac Wonder' und 'Frans Hals' haben dunkelpurpurfarbene Blüten
- 'Snowflake' hat weiße Blüten

## Trivialnamen
Für die Hunds-Zahnlilie bestehen bzw. bestanden auch die weiteren deutschsprachigen Trivialnamen: Kokeschbleamen (Siebenbürgen), Kokeschüchler (Siebenbürgen), Schoswurz (Schlesien), rot Stendelwurz, Strepbleamen (Siebenbürgen bei Zuckmantel) und Zahnlilie.
In der Steiermark werden auch die Namen Poperhandl und Hahnglockn genutzt.

## Bilder

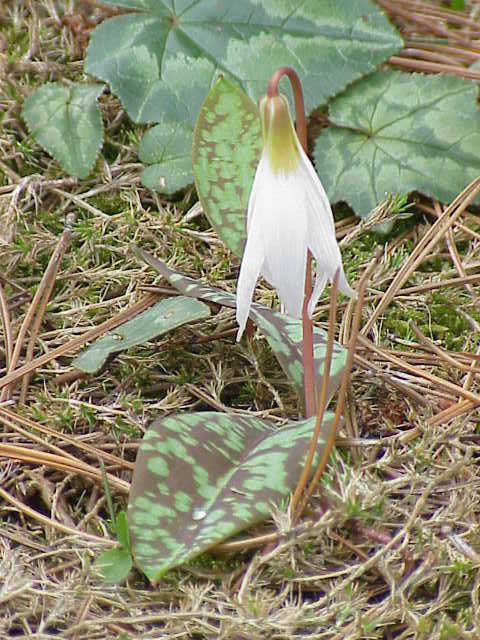
Weiße Variante
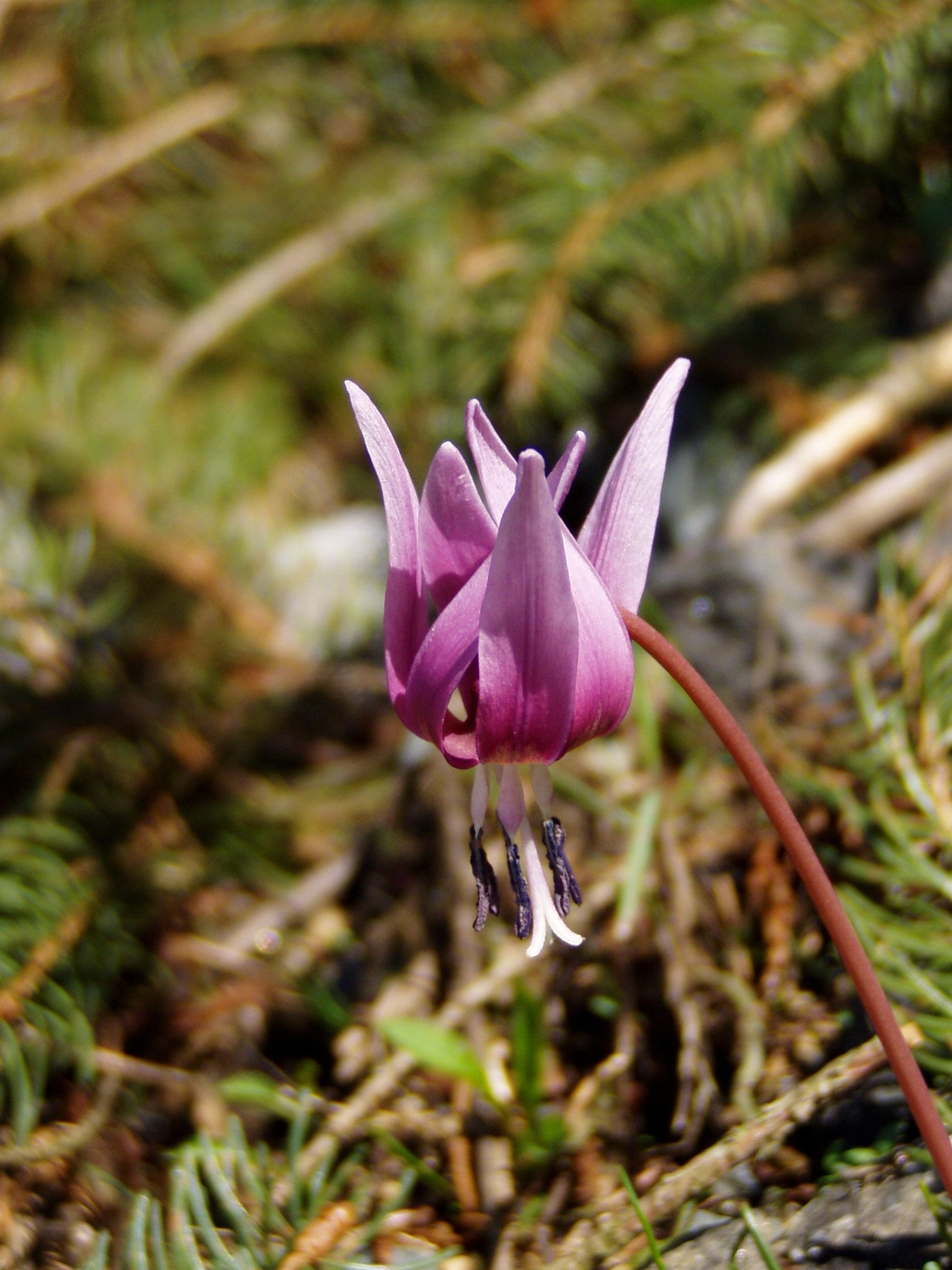
Blüte
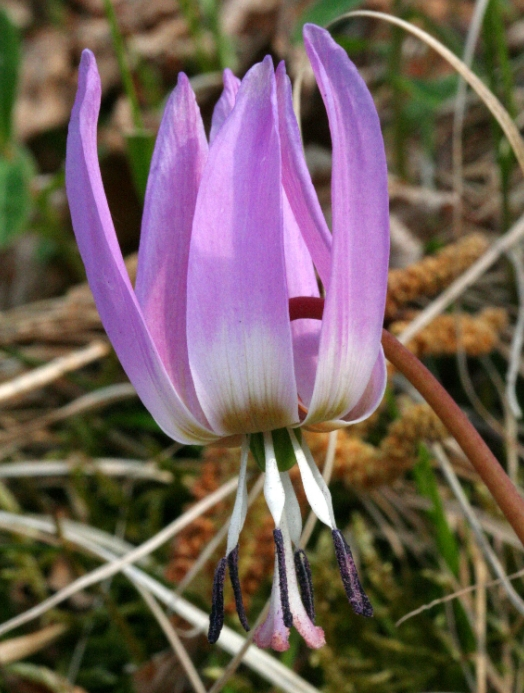
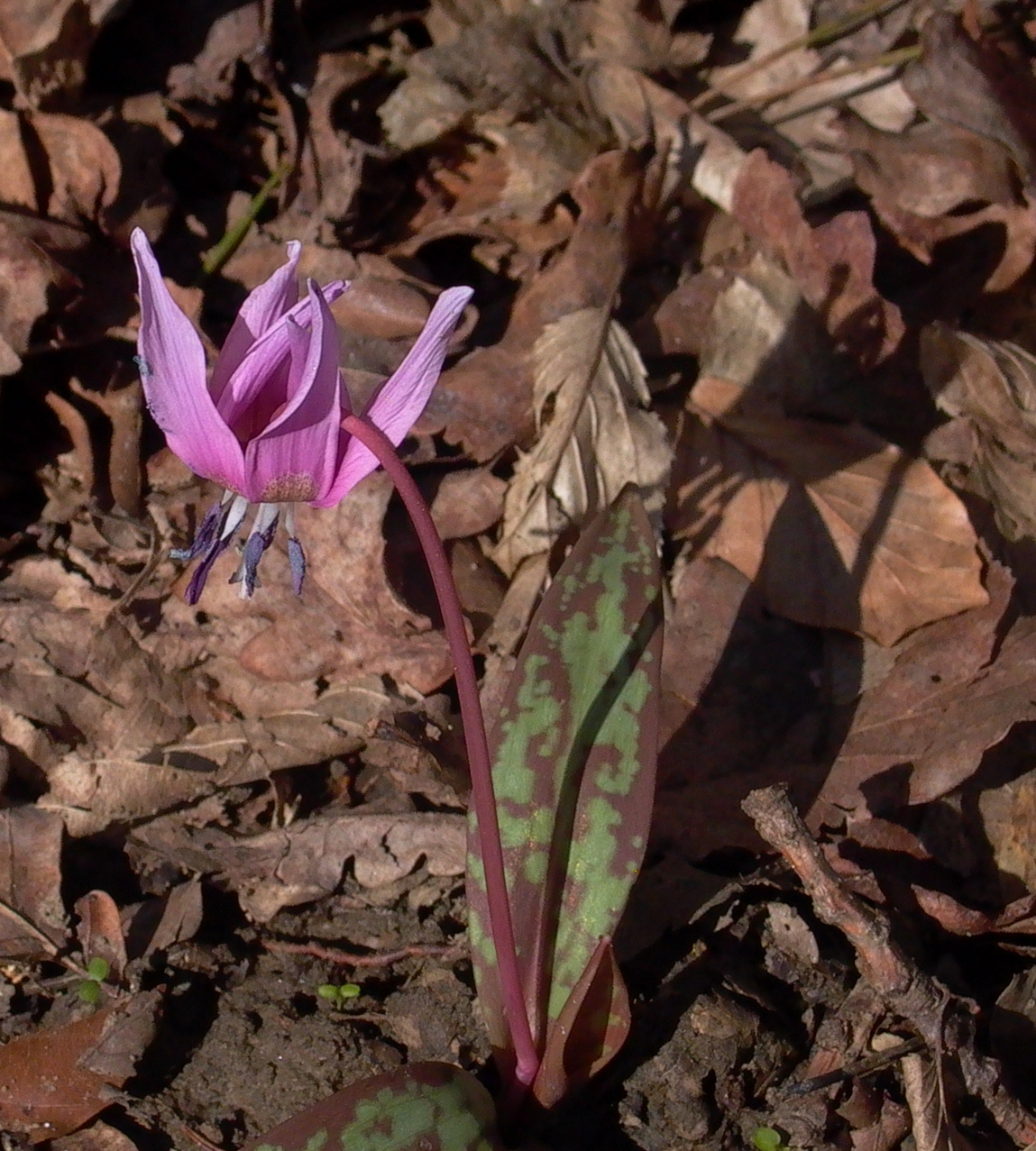